# FEEL JAPAN
株式会社FEEL JAPAN（FEEL JAPAN Co.,Ltd.）は、東京都新宿区アイランドタワーに本社を置く不動産会社。
東京、沖縄、北海道（札幌）等で不動産の開発、分譲、販売、運営を主たる業務としている。

## 概要
2013年札幌支社開設、2015年台湾支社、上海支社を開設、2016年沖縄支社開設。
2017年新宿野村ビルより新宿アイランドタワーに本店を移転。
＜登録免許番号＞東京都知事免許（1）第 98763号
＜加盟団体＞公益社団法人全国宅地建物取引業協会連合会
＜保証協会＞公益社団法人全国宅地建物取引業保証協会
＜取引金融機関＞みずほ銀行　りそな銀行　三菱UFJ銀行　野村證券

## 事業内容
- 宅地建物取引業　不動産の売買、仲介及び管理業務
- 損害保険代理業
- 前各号に付帯関連する業務

## 支社
- 沖縄支社　〒904-2153 沖縄市美里5-24-6-101
- 札幌支社　〒001-0922 北海道札幌市新川2条7-3-38
- 台湾支社　台湾台北市信義區11074光復南路495號7樓之2
- 上海支社　中国上海市黄浦区西蔵南路1208号東呉証券ビル12階